# ジェフ・フーン
ジェフリー・ウィリアム・フーン（Geoffrey William Hoon, 1953年12月6日 - ）は、イギリスの政治家。労働党所属の元庶民院（下院）議員（1992年 - 2010年）で、ゴードン・ブラウン政権で首席院内幹事、大蔵省政務次官を務めた。
ダービーシャー州ダービー生まれ。ケンブリッジ大学ジーザス・カレッジで法律を学ぶ。1976年から5年間リーズ大学で講師として教える。1978年にグレイ法曹院で弁護士資格免許を取得、1980年にルイビル大学で1年間教える。1982年から2年間は法廷弁護士としてノッティンガムで働いた。
1984年欧州議会議員選挙にダービーシャー州から欧州議会議員に立候補し、その後10年間はブリュッセルやストラスブールで働く。1992年に庶民院に立候補し当選。
アメリカの対タリバン戦争やイラク戦争においては、トニー・ブレア内閣の国防大臣（任期:1999年 - 2005年）として、アメリカと協調してイギリス軍を動員する上で大きな役割を担った。その後第3次ブレア内閣では庶民院院内総務および王璽尚書（任期:2005年 - 2006年）を務めていたが、2006年の内閣改造で閣外相の欧州担当大臣（任期:2006年 - 2007年）へ転じた。
続くゴードン・ブラウン政権では当初大蔵省政務次官および庶民院院内幹事、第2次改造内閣では運輸大臣を務めたが、ブラウンに退陣を要求したためにブラウン第3次改造内閣には入閣しなかった。